# Sonning Augstin
Sonning Augstin (* 2. Oktober 1939 in Münster) ist ein deutscher Wirtschaftsingenieur und Politiker (FDP). Er gehörte von 2001 bis 2006 dem Abgeordnetenhaus von Berlin an. Dort leitete er den Ausschuss Berlin-Brandenburg.
Augstin wuchs in Berlin auf. Er wurde mit einer Arbeit über Die wettbewerbliche Problematik von Informationssystemen unter besonderer Berücksichtigung des Informations- und Dokumentationsprogramms 1977 an der Technischen Universität Berlin promoviert.